# Palabra de honor (programa de televisión chileno)
Palabra de honor, con su lema «Lealtad o traición», fue un reality show chileno transmitido por Canal 13 y coproducido por el canal peruano Latina Televisión.
21 participantes famosos (once hombres y diez mujeres) inicialmente entraron a la producción, quedando aislados en un recinto en la Mamacona, ubicado al sur de Lima, Perú. La premisa del concurso consistía en que los participantes debían adaptarse al estilo de vida de un cuartel militar, donde quedaban completamente aislados del mundo exterior. El recinto, ubicado en un entorno controlado, estaba diseñado para simular la vida militar rigurosa. Los concursantes debían adaptarse a la disciplina, orden y estrictas reglas del cuartel, sin acceso a comodidades modernas como tecnología o agua caliente. Divididos en duplas, las parejas debían enfrentarse semanalmente en exigentes pruebas físicas y mentales que replican el entrenamiento militar. Los resultados de las competencias determinaban qué duplas recibían privilegios. Asimismo, cada semana, los participantes se sometían a votaciones y desafíos físicos que decidían quién sería eliminado de la competencia.
El ingreso de los participantes al concurso fue el 22 de septiembre de 2024 y el programa se estrenó un mes después, el 3 de noviembre de 2024. Las grabaciones del programa finalizaron el 6 de abril de 2025. La final en vivo se realizó casi dos meses después, siendo transmitida el 1 de junio de 2025. Los participantes debían competir en desafíos que ponían a prueba sus propias habilidades y su compatibilidad como un equipo. Divididos en duplas, los integrantes del reality se enfrentaron a adrenalínicas pruebas en las que cada acción tendrá sus consecuencias. Semana a semana las competencias definían quiénes disfrutarían de ciertos privilegios y quiénes estarían en riesgo de abandonar el programa.

## Producción
Tras el rotundo éxito de sus antecesores, Tierra brava y ¿Ganar o servir?, Canal 13 confirmó la producción de un nuevo reality show. Así, diversas fuentes revelaron contactos con potenciales participantes para la nueva apuesta televisiva, generando expectativas entre los seguidores del formato. El 4 de septiembre de 2024 Canal 13 anunció oficialmente la producción de un nuevo reality. Así, se confirmó que nuevamente Sergio Lagos y Karla Constant, célebres animadores de este tipo de formato, como presentadores del reality.
El reality fue coproducido por Latina Televisión y Cooking Media, y siguió la senda de Canal 13 en el género televisivo, en el que un grupo de famosos chilenos y extranjeros deberán convivir durante algunos meses en un recinto militar, aislados del mundo exterior, donde, a través de la competencia y de sus propias estrategias y decisiones, se definirá quiénes lograrán obtener la victoria. El productor ejecutivo del programa fue Ignacio Corvalán, quien contaba 28 años de trayectoria televisiva, en los que ha creado, desarrollado y producido numerosos formatos de reality shows en Chile y el extranjero. Entre ellos están Pareja perfecta, 40 ó 20, Tierra brava y ¿Ganar o servir?, de Canal 13; y Amor a prueba, ¿Volverías con tu ex?, Doble tentación y Resistiré, de Mega.
El programa se estrenó el 3 de noviembre de 2024 por Canal 13. El centro de operaciones del programa estaba a cuatro horas de vuelo de Santiago y, como estrategia, Canal 13 no reveló el lugar para mantener el carácter de aislados. Para realizar el programa el director se inspiró en diversos reality shows y películas, entre ellos Pelotón, reality show transmitido por TVN entre 2007 y 2010.

### Casting
El casting para definir a los veintiún integrantes de la experiencia comenzó en agosto de 2024. Los concursantes están divididos en un grupo de personajes conocidos y otro de anónimos. El día 9 de septiembre de 2024 se confirmó al primer participante del programa: Miguel «Negro» Piñera, cantante, empresario y hermano del expresidente de Chile, Sebastián Piñera. Posteriormente, el 12 de septiembre, se anunció que Catalina Pulido, actriz y presentadora de televisión, sería parte del programa;Días después, se confirmó la participación del cantante urbano Marcianeke de la modelo argentina y exparticipante de ¿Volverías con tu ex? y La isla de las tentaciones, Yuliana Cagna; y, de su actual pareja y exparticipante de La isla de las tentaciones, Victorio «Vico» Bouvier. El día 26 de septiembre, se anunció que «Mel» Alcalde, modelo y expareja de Yuliana Cagna, también sería parte del show televisivo.
El día 30 de septiembre, la producción anunció la participación del periodista de espectáculos Andrés Caniulef.Por su parte, el 2 de octubre se confirmó que Camila «Rubí Galusky» Briceño, modelo y exparticipante de ¿Volverías con tu ex?, también sería parte del programa.Al día siguiente, Sergio Rojas, periodista de farándula, fue anunciado para el reality show.El 7 de octubre, Josué Bernal, modelo español y exparticipante de Mujeres, hombres y viceversa y de La isla de las tentaciones, fue confirmado.Por su parte, el 8 de octubre se anunció la participación de la actriz de teleseries Antonella Ríos.Al día siguiente, Canal 13 anunció la participación de dos nuevos participantes: Oriana Marzoli, reconocida chica reality española, quien participó en programas del mismo formato de Mega (Amor a prueba, ¿Volverías con tu ex? y Doble tentación) y Canal 13 (¿Ganar o servir?); y, Fabio Agostini, ganador del reality show Tierra brava y exparticipante de ¿Ganar o servir?
El 10 de octubre, se confirmó la participación de Félix Soumastre, exparticipante de Amor ciego. El mismo día, se anunció que Anyella Grados, ex Miss Perú, sería parte del programa  Al día siguiente, Canal 13 confirmó que los cantantes urbanos Michael «Dash» González y Matías «Malito Malozo» Opazo serían parte del programa  Días después, se anunció la participación de Galadriel Caldirola, influencer y exparticipante de ¿Volverías con tu ex? y ¿Ganar o servir?. Asimismo, se confirmó que Anaís Vilches, pareja de Marcianeke e influencer, sería parte del show televisivo  El día 15 de octubre, la modelo Faloon Larraguibel, exparticipante de Yingo y ¿Ganar o servir? y exesposa del futbolista Jean Paul Pineda, fue anunciada dentro del casting oficial de participantes.El 16 de octubre se anunció a la última participante del programa: Natalia «Natu» Urtubias, comediante e influencer.
Al igual que sus antecesores, el reality show incorporó a nuevos participantes durante el transcurso del programa. De esta manera, el 5 de noviembre se anunció que Facundo González, modelo argentino y exparticipante de ¿Ganar o servir?; y, Fernanda Figueroa, modelo y exparticipante de Doble tentación, serían parte del programa. El 14 de noviembre se anunció que Daniela Requena, la primera activista, periodista e influencer transgénero española, exparticipante de Pesadilla en el paraíso, fue confirmada y, días después, Raimundo Cerda, ingeniero agrónomo y exparticipante de Gran hermano en su primera temporada y ¿Ganar o servir? y el influencer Brandon Zúñiga, conocido popularmente como la «Reina de Chile», también serían parte del show televisivo. De esta manera, el 5 de noviembre se anunció que la modelo y viajera Lorena Gálvez, ganadora titular del Miss Reef 2013; y, Miguelito ―actor y humorista peruano radicado en Chile― y exparticipante de Tierra brava, serían parte del programa. El 26 de diciembre, faltando días para dar inicio al nuevo año 2025, se anunció que Stephanie «Fanny» Cuevas, exparticipante de Yingo y dos temporadas de Mundos opuestos, también sería parte del show televisivo El 14 de enero de 2025, Jenko del Río, deportista de jūjutsu y personalidad de televisión peruano, y, la modelo e influencer, Javiera Belén, serían parte del programa. Días después, el 28 de enero de 2025, Zoe Bayona, expareja de Josué Bernal y exparticipante de La isla de las tentaciones, fue confirmada. El 6 de marzo, Samantha Batallanos, modelo y Miss Grand Perú 2019, y Jhonatan Mujica, modelo y exparticipante de Tierra brava, fueron anunciados para el programa. Por su parte, el 11 de marzo fue confirmada la participación del cantante y exparticipante de Mundos opuestos 2, Yoan Amor.

### Reglas
Las diferentes reglas del programa fueron las siguientes:
- Armado de equipos: Los participantes tendrán que competir junto a un compañero, no elegido por ellos, para permanecer en el encierro. En específico, cada semana, la Comandante Arratia, seleccionará a dos parejas como capitanes, quienes tendrán que escoger a las duplas que compondrán los dos equipos de competencia.
- Competencia por equipos: De la competencia grupal, la dupla capitana del equipo perdedor escogerá a una pareja, por los motivos que estime, como sentenciados. De ahí saldrán los primeros dos reclutas en riesgo de abandonar el reformatorio militar.
- Competencia individual: La segunda pareja sentenciada de cada semana saldrá de la competencia individual, donde uno de los integrantes de cada dupla competirán entre sí. Quien pierda esa competencia, arrastrará a su pareja como sentenciado.
- Corte Marcial: La tercera pareja sentenciada saldrá del Cara a cara, que se llamará «Corte marcial», y donde se votará individualmente al compañero que se desee nominar. Quien obtenga más votos, arrastrará a su pareja, quedando ambos sentenciados.
- Competencia de salvación: Luego de la nominación de tres parejas, se lleva a cabo la prueba de salvación en la que los nominados compiten en una competencia. La dupla ganadora de esta prueba se salva de abandonar el reality show.
- Duelo de eliminación: Finalmente, en el duelo de eliminación, las dos parejas sentenciadas competirán en duplas. Y es entonces donde, más que nunca, se hará presente el slogan del reality, ya que la lealtad y la traición serán muy importantes, definiendo la identidad de los “Caídos en acción”, o eliminados, de cada semana. Esto porque, tras el duelo de eliminación, uno de los integrantes de la pareja tendrá que tomar la gran decisión: “lealtad”, que implicará irse ambos eliminados, o “traición”, que se traducirá en quedarse y eliminar sólo a su compañero.

### Conductores
Las tradicionales instancias de Palabra de honor, en donde se conoce quién está nominado y quién es eliminado, entre otras cosas, fueron conducidas por Karla Constant y Sergio Lagos. Asimismo, la comandante Pía Arratia ―quien pasó dos décadas en el Ejército de Chile antes de retirarse con el grado de mayor— y los sargentos Matías Vega y Botota Fox, estuvieron a cargo de dar las instrucciones y de guiar a los participantes en el reformatorio militar.

## Participantes
A continuación se encuentra una tabla, la cual indica la lista de participantes del programa y la instancia que lograron alcanzar durante el desarrollo del programa.
| Nombre                                                                    | Edad | Resultado final                                     | Resultado anterior                        | Nom.     | Tiempo        | Ref.                 | Notas    |
| ------------------------------------------------------------------------- | ---- | --------------------------------------------------- | ----------------------------------------- | -------- | ------------- | -------------------- | -------- |
| Zoe Mba Bayona Chica reality y emprendedora                               | 26   | Ganadores de Palabra de honor                       |                                           | 6        | 108 días      | [ 34 ]               | [ n 1 ]  |
| Josué Bernal Modelo y deportista                                          | 30   | Ganadores de Palabra de honor                       | 5                                         | 211 días | [ 18 ] [ 34 ] |                      |          |
| Raimundo Cerda Ingeniero agrónomo y chico reality                         | 24   | 2.° Lugar de Palabra de honor                       | 5                                         | 179 días | [ 34 ]        | [ n 2 ]              |          |
| Faloon Larraguibel Actriz, modelo, bailarina y presentadora de televisión | 35   | 2.° Lugar de Palabra de honor                       | 5                                         | 211 días | [ 25 ] [ 34 ] |                      |          |
| Andrés Caniulef Periodista                                                | 47   | Semifinalistas eliminados de Palabra de honor       | 8                                         | 207 días | [ 15 ] [ 35 ] |                      |          |
| Maickol «Dash» González Cantante                                          | 30   | Semifinalistas eliminados de Palabra de honor       | 8                                         | 207 días | [ 23 ] [ 35 ] |                      |          |
| Fabio Agostini Modelo y chico reality                                     | 34   | 17.os eliminados en duelo de resistencia y agilidad | 4                                         | 206 días | [ 36 ]        |                      |          |
| Daniela Requena Activista, periodista e influencer                        | 32   | 17.os eliminados en duelo de resistencia y agilidad | 7                                         | 177 días | [ 36 ]        | [ n 3 ]              |          |
| Victorio «Vico» Bouvier Camionero                                         | 31   | 16.os eliminados en duelo de destreza y precisión   | 6                                         | 200 días | [ 13 ] [ 37 ] |                      |          |
| Giuliana «Yuli» Cagna Modelo                                              | 31   | 16.os eliminados en duelo de destreza y precisión   | 3                                         | 200 días | [ 13 ] [ 37 ] |                      |          |
| Samantha Batallanos Modelo y ex Miss Perú                                 | 29   | 15.ª eliminada por decisión de sus compañeros       | 3                                         | 69 días  | [ 38 ]        | [ n 4 ]              |          |
| Fernanda Figueroa Influencer y chica reality                              | 29   | 14.ª eliminada por decisión de Bernal y Requena     | 5                                         | 182 días | [ 39 ]        | [ n 5 ]              |          |
| Gala Caldirola Modelo, influencer y chica reality                         | 32   | 13.ª eliminada por traición de Cerda                | 2                                         | 185 días | [ 24 ] [ 40 ] |                      |          |
| Jhonatan Mujica Modelo                                                    | 29   | 12.° eliminado por traición de Caniulef             | 2                                         | 43 días  | [ 41 ]        | [ n 6 ]              |          |
| Stephanie «Fanny» Cuevas Influencer y chica reality                       | 32   | 9.º abandono por lesión                             | 2                                         | 91 días  | [ 42 ]        | [ n 7 ]              |          |
| Juan «Yoan Amor» Briones Cantante                                         | 37   | 11.° eliminado en duelo de habilidad                | 1                                         | 25 días  | [ 43 ]        | [ n 8 ]              |          |
| Brandon «Reina de Chile» Zúñiga Influencer                                | 25   | 10.° eliminado por traición de Cuevas               | 5                                         | 116 días | [ 44 ]        | [ n 9 ]              |          |
| Javiera Belén Silva Modelo y mediática                                    | 27   | 9.ª eliminada por traición de Zúñiga                | 2                                         | 55 días  | [ 45 ]        | [ n 10 ]             |          |
| Lorena Gálvez Modelo                                                      | 35   | 8.ª eliminada por traición de Caniulef              | 2                                         | 70 días  | [ 46 ]        | [ n 11 ]             |          |
| Natalia «Natu» Urtubias Comediante e influencer                           | 33   | 8.º abandono por lesión                             | 1                                         | 124 días | [ 26 ] [ 47 ] |                      |          |
| Jenko del Río Personalidad de televisión                                  | 38   | 7.º eliminado por traición de Requena               | 1                                         | 22 días  | [ 48 ]        | [ n 12 ]             |          |
| Miguelito Esparza Actor y comediante                                      | 38   | 7.º abandono por su calidad de infiltrado           | 2                                         | 42 días  | [ 49 ]        | [ n 13 ]             |          |
| Félix Soumastre Periodista y exchico reality                              | 44   | 6.º eliminado por traición de Caniulef              | 2                                         | 94 días  | [ 21 ] [ 50 ] |                      |          |
| Camila «Rubí Galusky» Briceño Modelo                                      | 33   | 3.ª expulsada por transgredir las reglas            | 1.ª eliminada por traición de Urtubias    | 2        | 35 días       | [ 16 ] [ 51 ] [ 52 ] | [ n 14 ] |
| Anyella Grados Ex Miss Perú                                               | 24   | 5.ª eliminada en duelo de agilidad                  |                                           | 4        | 77 días       | [ 22 ] [ 53 ]        |          |
| Oriana Marzoli Modelo, influencer y chica reality                         | 32   | 6.º abandono por lealtad a F. González              | 0                                         | 67 días  | [ 20 ] [ 54 ] |                      |          |
| Facundo González Modelo y chico reality                                   | 34   | 2.° expulsado por transgredir las reglas            | 0                                         | 63 días  | [ 55 ]        | [ n 15 ]             |          |
| Matías «Malito» Opazo Cantante                                            | 32   | 4.º eliminado por traición de Soumastre             | 2                                         | 57 días  | [ 23 ] [ 56 ] |                      |          |
| Catalina Pulido Actriz y presentadora de televisión                       | 50   | 5.º abandono por motivos personales                 | 2.ª eliminada por traición de M. González | 2        | 24 días       | [ 11 ] [ 57 ] [ 58 ] | [ n 16 ] |
| José «Mel» Alcalde Empresario                                             | 33   | 3.er eliminado por traición de Pulido               |                                           | 1        | 40 días       | [ 14 ] [ 59 ]        |          |
| Sergio Rojas Periodista de espectáculos                                   | 48   | 4.º abandono por lesión                             | 1                                         | 31 días  | [ 17 ] [ 60 ] |                      |          |
| Antonella Ríos Actriz                                                     | 50   | 3.er abandono por motivos personales                | 1                                         | 31 días  | [ 19 ] [ 61 ] |                      |          |
| Matías «Marcianeke» Muñoz Cantante urbano                                 | 22   | 2.º abandono por lealtad a Vilches                  | 1                                         | 25 días  | [ 12 ] [ 62 ] |                      |          |
| Anaís Vilches Influencer                                                  | 20   | 1.ª expulsada por transgredir las reglas            | 1                                         | 25 días  | [ 24 ] [ 62 ] |                      |          |
| Miguel «Negro» Piñera (†) Músico y empresario                             | 69   | 1.er abandono por lesión                            | 0                                         | 1 día    | [ 24 ] [ 63 ] |                      |          |

1. ↑  Zoe Bayona ingresa el día 103, como nueva participante.
2. ↑  Raimundo Cerda ingresa el día 32, como nuevo participante.
3. ↑  Daniela Requena ingresa el día 29, como nueva participante.
4. ↑  Samantha Batallanos ingresa el día 131, como nueva participante.
5. ↑  Fernanda Figueroa ingresa el día 15, como nueva participante.
6. ↑  Jhonatan Mujica ingresa el día 131, como nuevo participante.
7. ↑  Stephanie Cuevas ingresa el día 71, como nueva participante.
8. ↑   Yoan Amor ingresa el día 137, como nuevo participante.
9. ↑  Brandon Zúñiga ingresa el día 33, como nuevo participante.
10. ↑  Javiera Belén ingresa el día 82, como nueva participante.
11. ↑  Lorena Gálvez ingresa el día 57, como nueva participante.
12. ↑  Jenko del Río ingresa el día 87, como nuevo participante.
13. ↑  Miguelito ingresa el día 57, como nuevo participante.
14. ↑  Tras ser eliminada el día 1, Rubí reingresa el día 47.
15. ↑  Facundo González ingresa el día 5, como nuevo participante.
16. ↑  Tras ser eliminada el día 10, Catalina Pulido reingresa el día 29.

## Resultados generales
A continuación se encuentra una tabla, la cual indica cómo fue el desarrollo de los participantes a lo largo de la competencia.
| Bayona      |           |           |           |           |           |           | Salvada   | Nominada  | Nominada  | Salvada   | Salvada   | Salvada   | Nominada  | Nominada  | Gana      | Salvados   | Ganan      | Finalistas | Ganadores |  |  |  |  |  |  |  |  |  |  |  |  |  |  |  |  |  |
| Bernal      | Salvado   | Gana      | Gana      | Salvado   | Salvado   | Salvado   | Salvado   | Gana      | Gana      | Salvado   | Nominado  | Salvado   | Salvado   | Salvado   | Gana      | Salvados   | Ganan      | Finalistas | Ganadores |  |  |  |  |  |  |  |  |  |  |  |  |  |  |  |  |  |
| Cerda       |           |           | Salvado   | Gana      | Gana      | Gana      | Salvado   | Salvado   | Salvado   | Nominado  | Salvado   | Gana      | Nominado  | Gana      | Nominado  | Ganan      | Ganan      | Finalistas | Segundos  |  |  |  |  |  |  |  |  |  |  |  |  |  |  |  |  |  |
| Larraguibel | Salvada   | Salvada   | Salvada   | Salvada   | Salvada   | Salvada   | Gana      | Salvada   | Salvada   | Gana      | Salvada   | Gana      | Nominada  | Salvada   | Nominada  | Ganan      | Ganan      | Finalistas | Segundos  |  |  |  |  |  |  |  |  |  |  |  |  |  |  |  |  |  |
| Caniulef    | Salvado   | Salvado   | Nominado  | Salvado   | Salvado   | Nominado  | Gana      | Nominado  | Gana      | Gana      | Gana      | Nominado  | Gana      | Gana      | Gana      | Nominados  | Nominados  | Eliminados |           |  |  |  |  |  |  |  |  |  |  |  |  |  |  |  |  |  |
| M. González | Nominado  | Salvado   | Gana      | Nominado  | Gana      | Gana      | Nominado  | Gana      | Gana      | Gana      | Gana      | Salvado   | Gana      | Nominado  | Gana      | Nominados  | Nominados  | Eliminados |           |  |  |  |  |  |  |  |  |  |  |  |  |  |  |  |  |  |
| Agostini    | Gana      | Salvado   | Gana      | Gana      | Nominado  | Salvado   | Salvado   | Salvado   | Gana      | Gana      | Gana      | Gana      | Salvado   | Gana      | Nominado  | Salvados   | Eliminados |            |           |  |  |  |  |  |  |  |  |  |  |  |  |  |  |  |  |  |
| Requena     |           |           | Salvada   | Salvada   | Gana      | Gana      | Nominada  | Salvada   | Gana      | Salvada   | Nominada  | Salvada   | Salvada   | Salvada   | Nominada  | Salvados   | Eliminados |            |           |  |  |  |  |  |  |  |  |  |  |  |  |  |  |  |  |  |
| Bouvier     | Nominado  | Salvado   | Salvado   | Salvado   | Nominado  | Salvado   | Gana      | Nominado  | Nominado  | Gana      | Salvado   | Nominado  | Gana      | Salvado   | Gana      | Eliminados |            |            |           |  |  |  |  |  |  |  |  |  |  |  |  |  |  |  |  |  |
| Cagna       | Gana      | Salvada   | Salvada   | Gana      | Nominada  | Salvada   | Gana      | Salvada   | Salvada   | Gana      | Salvada   | Salvada   | Gana      | Nominada  | Gana      | Eliminados |            |            |           |  |  |  |  |  |  |  |  |  |  |  |  |  |  |  |  |  |
| Batallanos  |           |           |           |           |           |           |           |           | Salvada   | Nominada  | Salvada   | Nominada  | Gana      | Gana      | Eliminada |            |            |            |           |  |  |  |  |  |  |  |  |  |  |  |  |  |  |  |  |  |
| Figueroa    |           | Gana      | Salvada   | Gana      | Gana      | Salvada   | Salvada   | Gana      | Salvada   | Gana      | Gana      | Salvada   | Salvada   | Eliminada |           |            |            |            |           |  |  |  |  |  |  |  |  |  |  |  |  |  |  |  |  |  |
| Caldirola   | Salvada   | Gana      | Gana      | Gana      | Gana      | Gana      | Salvada   | Gana      | Salvada   | Salvada   | Salvada   | Gana      | Eliminada |           |           |            |            |            |           |  |  |  |  |  |  |  |  |  |  |  |  |  |  |  |  |  |
| Mujica      |           |           |           |           |           |           |           |           | Salvado   | Salvado   | Salvado   | Eliminado |           |           |           |            |            |            |           |  |  |  |  |  |  |  |  |  |  |  |  |  |  |  |  |  |
| Cuevas      |           |           |           |           | Salvada   | Salvada   | Gana      | Gana      | Salvada   | Nominada  | Abandona  |           |           |           |           |            |            |            |           |  |  |  |  |  |  |  |  |  |  |  |  |  |  |  |  |  |
| Amor        |           |           |           |           |           |           |           |           | Salvado   | Gana      | Eliminado |           |           |           |           |            |            |            |           |  |  |  |  |  |  |  |  |  |  |  |  |  |  |  |  |  |
| Zúñiga      |           |           | Salvado   | Nominado  | Gana      | Salvado   | Gana      | Salvado   | Nominado  | Eliminado |           |           |           |           |           |            |            |            |           |  |  |  |  |  |  |  |  |  |  |  |  |  |  |  |  |  |
| Silva       |           |           |           |           |           | Salvada   | Salvada   | Salvada   | Eliminada |           |           |           |           |           |           |            |            |            |           |  |  |  |  |  |  |  |  |  |  |  |  |  |  |  |  |  |
| Gálvez      |           |           |           |           | Gana      | Salvada   | Nominada  | Eliminada |           |           |           |           |           |           |           |            |            |            |           |  |  |  |  |  |  |  |  |  |  |  |  |  |  |  |  |  |
| Urtubias    | Salvada   | Gana      | Gana      | Gana      | Gana      | Nominada  | Salvada   | Abandona  |           |           |           |           |           |           |           |            |            |            |           |  |  |  |  |  |  |  |  |  |  |  |  |  |  |  |  |  |
| Del Río     |           |           |           |           |           | Salvado   | Eliminado |           |           |           |           |           |           |           |           |            |            |            |           |  |  |  |  |  |  |  |  |  |  |  |  |  |  |  |  |  |
| Esparza     |           |           |           |           | Salvado   | Nominado  | Abandona  |           |           |           |           |           |           |           |           |            |            |            |           |  |  |  |  |  |  |  |  |  |  |  |  |  |  |  |  |  |
| Soumastre   | Salvado   | Gana      | Gana      | Nominado  | Gana      | Eliminado |           |           |           |           |           |           |           |           |           |            |            |            |           |  |  |  |  |  |  |  |  |  |  |  |  |  |  |  |  |  |
| Galusky     | Eliminada |           |           | Gana      | Salvada   | Expulsada |           |           |           |           |           |           |           |           |           |            |            |            |           |  |  |  |  |  |  |  |  |  |  |  |  |  |  |  |  |  |
| Grados      | Nominada  | Nominada  | Nominada  | Salvada   | Eliminada |           |           |           |           |           |           |           |           |           |           |            |            |            |           |  |  |  |  |  |  |  |  |  |  |  |  |  |  |  |  |  |
| Marzoli     | Salvada   | Gana      | Salvada   | Gana      | Abandona  |           |           |           |           |           |           |           |           |           |           |            |            |            |           |  |  |  |  |  |  |  |  |  |  |  |  |  |  |  |  |  |
| F. González | Salvado   | Gana      | Salvado   | Gana      | Expulsado |           |           |           |           |           |           |           |           |           |           |            |            |            |           |  |  |  |  |  |  |  |  |  |  |  |  |  |  |  |  |  |
| Opazo       | Salvado   | Salvado   | Gana      | Eliminado |           |           |           |           |           |           |           |           |           |           |           |            |            |            |           |  |  |  |  |  |  |  |  |  |  |  |  |  |  |  |  |  |
| Pulido      | Eliminada |           | Nominada  | Abandona  |           |           |           |           |           |           |           |           |           |           |           |            |            |            |           |  |  |  |  |  |  |  |  |  |  |  |  |  |  |  |  |  |
| Alcalde     | Gana      | Gana      | Eliminado |           |           |           |           |           |           |           |           |           |           |           |           |            |            |            |           |  |  |  |  |  |  |  |  |  |  |  |  |  |  |  |  |  |
| Rojas       | Salvado   | Salvado   | Abandona  |           |           |           |           |           |           |           |           |           |           |           |           |            |            |            |           |  |  |  |  |  |  |  |  |  |  |  |  |  |  |  |  |  |
| Ríos        | Gana      | Nominada  | Abandona  |           |           |           |           |           |           |           |           |           |           |           |           |            |            |            |           |  |  |  |  |  |  |  |  |  |  |  |  |  |  |  |  |  |
| Muñoz       | Gana      | Abandona  |           |           |           |           |           |           |           |           |           |           |           |           |           |            |            |            |           |  |  |  |  |  |  |  |  |  |  |  |  |  |  |  |  |  |
| Vilches     | Gana      | Expulsada |           |           |           |           |           |           |           |           |           |           |           |           |           |            |            |            |           |  |  |  |  |  |  |  |  |  |  |  |  |  |  |  |  |  |
| Piñera      | Abandona  |           |           |           |           |           |           |           |           |           |           |           |           |           |           |            |            |            |           |  |  |  |  |  |  |  |  |  |  |  |  |  |  |  |  |  |

     El participante gana junto a su equipo la semana.
     El participante pierde junto a su equipo la semana.
     El participante pierde junto a su equipo la semana y es nominado por decisión de la dupla capitana de su equipo o por el hecho de perder la competencia.
     El participante es nominado tras obtener el último lugar en la competencia individual.
     El participante es nominado en la "Corte Marcial".
     El participante es nominado y posteriormente no participa en el duelo de eliminación por prescripción médica.
     El participante es nominado y posteriormente no participa en el duelo de eliminación por decisión de la producción tras lesión de otro nominado.
     El participante es nominado, posteriormente se salva al ganar la prueba de salvación y no enfrenta el duelo de eliminación.
     El participante es eliminado de la competencia por la decisión de Lealtad junto a su compañero.
     El participante es eliminado de la competencia por la decisión de Traición de un compañero.
     El participante es eliminado de la competencia por la decisión de los brigadieres de la semana o por decisión de sus compañeros.
     El participante es eliminado de la competencia tras perder el duelo de eliminación, sin dupla.
     El participante abandona voluntariamente la competencia.
     El participante es expulsado de la competencia.
Etapa 2:

     El participante gana junto a su dupla la semana.
     El participante se salva del proceso de eliminación.
     El participante es nominado tras perder la "Competencia de duplas".
     El participante es nominado en la "Corte Marcial".
     El participante es eliminado de la competencia por la decisión de Lealtad junto a su compañero.
     El participante se convierte en finalista del programa.

## Parejas y equipos semanales
A continuación se encuentra una tabla, la cual indica cómo fue el armado de las diversas parejas y equipos a lo largo de la competencia.
| Agostini    | Capitán | Ríos                       |         | Larraguibel | Capitán | Larraguibel Urtubias |         | Cagna Galusky | Capitan | Grados             |         | Galusky        |         | Urtubias Bayona           |         | Larraguibel |         | Silva Batallanos |         | Figueroa    | Capitán | Figueroa    |         | Larraguibel |         | Figueroa    | Capitán | Batallanos  |         | Requena     | Requena     |  |  |  |  |  |  |  |  |  |  |  |  |  |  |  |  |  |
| Bayona      |         |                            |         |             |         |                      |         |               |         |                    |         |                |         | Agostini                  |         | Bouvier     |         | Bouvier          |         | Bernal      |         | Cagna       | Capitán | Cagna       |         | Larraguibel |         | M. González |         | Bernal      | Bernal      |  |  |  |  |  |  |  |  |  |  |  |  |  |  |  |  |  |
| Bernal      |         | Caldirola                  | Capitan | Caldirola   |         | Caldirola            |         | Larraguibel   |         | Larraguibel Cuevas | Capitán | Gálvez Silva   |         | Silva                     | Capitán | Caldirola   |         | Requena          |         | Bayona      |         | Requena     |         | Requena     |         | Requena     |         | Requena     |         | Bayona      | Bayona      |  |  |  |  |  |  |  |  |  |  |  |  |  |  |  |  |  |
| Bouvier     |         | Grados                     |         | Cagna       | Capitán | Cagna                |         | Grados        |         | Cagna              |         | Cagna          |         | Zúñiga                    |         | Bayona      |         | Bayona           |         | Cagna       |         | Batallanos  | Capitán | Batallanos  |         | Sin dupla   | Capitán | Larraguibel |         | Cagna       | Cagna       |  |  |  |  |  |  |  |  |  |  |  |  |  |  |  |  |  |
| Cagna       |         | Alcalde                    |         | Bouvier     | Capitán | Bouvier              |         | Agostini      |         | Bouvier            |         | Bouvier        | Capitán | Larraguibel               |         | Sin dupla   | Capitán | Cuevas           |         | Bouvier     |         | Bayona      | Capitán | Bayona      |         | Batallanos  |         | Figueroa    |         | Bouvier     | Bouvier     |  |  |  |  |  |  |  |  |  |  |  |  |  |  |  |  |  |
| Caniulef    |         | Rojas                      | Capitán | Rojas       |         | Rojas Grados         | Capitán | Requena       |         | M. González        |         | Soumastre      |         | Cuevas                    |         | Gálvez      | Capitán | M. González      |         | M. González |         | M. González |         | Mujica      | Capitán | M. González |         | Cerda       | Capitán | M. González | M. González |  |  |  |  |  |  |  |  |  |  |  |  |  |  |  |  |  |
| Cerda       |         |                            |         |             |         | Larraguibel          | Capitán | Caldirola     |         | Gálvez             | Capitán | Caldirola      |         | Caldirola                 | Capitán | Silva       |         | Caldirola        |         | Batallanos  | Capitán | Larraguibel |         | Caldirola   | Capitán | Caldirola   |         | Caniulef    | Capitán | Larraguibel | Larraguibel |  |  |  |  |  |  |  |  |  |  |  |  |  |  |  |  |  |
| M. González | Capitán | Pulido                     |         | Opazo       |         | Opazo                |         | Zúñiga        |         | Caniulef           |         | Requena        |         | Gálvez                    |         | Urtubias    | Capitán | Caniulef         |         | Caniulef    |         | Caniulef    |         | Figueroa    | Capitán | Caniulef    |         | Bayona      | Capitán | Caniulef    | Caniulef    |  |  |  |  |  |  |  |  |  |  |  |  |  |  |  |  |  |
| Larraguibel |         | Marzoli                    |         | Agostini    | Capitán | Agostini Cerda       |         | Bernal        |         | Bernal             |         | Cuevas         | Capitán | Cagna                     |         | Agostini    |         | Figueroa         | Capitán | Amor        | Capitán | Cerda       |         | Agostini    |         | Bayona      | Capitán | Bouvier     | Capitán | Cerda       | Cerda       |  |  |  |  |  |  |  |  |  |  |  |  |  |  |  |  |  |
| Requena     |         |                            |         |             |         | F. González          | Capitán | Caniulef      |         | Zúñiga             |         | M. González    |         | Del Río                   |         | Zúñiga      |         | Bernal Mujica    | Capitán | Mujica      |         | Bernal      |         | Bernal      |         | Bernal      |         | Bernal      |         | Agostini    | Agostini    |  |  |  |  |  |  |  |  |  |  |  |  |  |  |  |  |  |
| Batallanos  |         |                            |         |             |         |                      |         |               |         |                    |         |                |         |                           |         |             |         | Agostini         |         | Cerda       |         | Bouvier     | Capitán | Bouvier     |         | Cagna       | Capitán | Agostini    |         | Sin dupla   |             |  |  |  |  |  |  |  |  |  |  |  |  |  |  |  |  |  |
| Figueroa    |         |                            |         | Alcalde     |         | Marzoli              |         | Urtubias      | Capitán | Soumastre          |         | Zúñiga         |         | Urtubias                  |         | Cuevas      |         | Larraguibel      |         | Agostini    | Capitán | Agostini    |         | M. González |         | Agostini    |         | Cagna       |         |             |             |  |  |  |  |  |  |  |  |  |  |  |  |  |  |  |  |  |
| Caldirola   |         | Bernal                     | Capitán | Bernal      |         | Bernal               | Capitán | Cerda         |         | Urtubias           | Capitán | Cerda          |         | Cerda                     | Capitán | Bernal      |         | Cerda            |         | Sin dupla   |         | Mujica      |         | Cerda       | Capitán | Cerda       |         |             |         |             |             |  |  |  |  |  |  |  |  |  |  |  |  |  |  |  |  |  |
| Mujica      |         |                            |         |             |         |                      |         |               |         |                    |         |                |         |                           |         |             |         | Requena          | Capitán | Requena     |         | Caldirola   |         | Caniulef    |         |             |         |             |         |             |             |  |  |  |  |  |  |  |  |  |  |  |  |  |  |  |  |  |
| Cuevas      |         |                            |         |             |         |                      |         |               |         | Bernal             |         | Larraguibel    |         | Caniulef                  |         | Figueroa    | Capitán | Cagna            |         | Zúñiga      |         | Amor        |         |             |         |             |         |             |         |             |             |  |  |  |  |  |  |  |  |  |  |  |  |  |  |  |  |  |
| Amor        |         |                            |         |             |         |                      |         |               |         |                    |         |                |         |                           |         |             |         | Sin dupla        | Capitán | Larraguibel |         | Cuevas      |         |             |         |             |         |             |         |             |             |  |  |  |  |  |  |  |  |  |  |  |  |  |  |  |  |  |
| Zúñiga      |         |                            |         |             |         | Soumastre            |         | M. Gonzalez   |         | Requena            |         | Figueroa       |         | Bouvier                   |         | Requena     |         | Silva            |         | Cuevas      |         |             |         |             |         |             |         |             |         |             |             |  |  |  |  |  |  |  |  |  |  |  |  |  |  |  |  |  |
| Silva       |         |                            |         |             |         |                      |         |               |         |                    |         | Bernal         |         | Bernal                    | Capitán | Cerda       |         | Agostini Zúñiga  |         |             |         |             |         |             |         |             |         |             |         |             |             |  |  |  |  |  |  |  |  |  |  |  |  |  |  |  |  |  |
| Gálvez      |         |                            |         |             |         |                      |         |               |         | Cerda              | Capitán | Bernal Del Río |         | M. González               |         | Caniulef    |         |                  |         |             |         |             |         |             |         |             |         |             |         |             |             |  |  |  |  |  |  |  |  |  |  |  |  |  |  |  |  |  |
| Urtubias    |         | Galusky Piñera F. González |         | Soumastre   |         | Ríos Agostini        |         | Figueroa      |         | Caldirola          |         | Esparza        | Capitán | Esparza Agostini Figueroa |         | M. González |         |                  |         |             |         |             |         |             |         |             |         |             |         |             |             |  |  |  |  |  |  |  |  |  |  |  |  |  |  |  |  |  |
| Del Río     |         |                            |         |             |         |                      |         |               |         |                    |         | Gálvez         |         | Requena                   |         |             |         |                  |         |             |         |             |         |             |         |             |         |             |         |             |             |  |  |  |  |  |  |  |  |  |  |  |  |  |  |  |  |  |
| Esparza     |         |                            |         |             |         |                      |         |               |         | Galusky            |         | Urtubias       | Capitán | Urtubias                  |         |             |         |                  |         |             |         |             |         |             |         |             |         |             |         |             |             |  |  |  |  |  |  |  |  |  |  |  |  |  |  |  |  |  |
| Soumastre   |         | Opazo                      |         | Urtubias    |         | Grados Zúñiga        |         | Opazo         | Capitán | Figueroa           |         | Caniulef       |         |                           |         |             |         |                  |         |             |         |             |         |             |         |             |         |             |         |             |             |  |  |  |  |  |  |  |  |  |  |  |  |  |  |  |  |  |
| Galusky     |         | Urtubias                   |         |             |         |                      |         | Agostini      |         | Esparza            |         | Agostini       |         |                           |         |             |         |                  |         |             |         |             |         |             |         |             |         |             |         |             |             |  |  |  |  |  |  |  |  |  |  |  |  |  |  |  |  |  |
| Grados      |         | Bouvier                    |         | Ríos        |         | Soumastre Caniulef   |         | Bouvier       | Capitán | Agostini           |         |                |         |                           |         |             |         |                  |         |             |         |             |         |             |         |             |         |             |         |             |             |  |  |  |  |  |  |  |  |  |  |  |  |  |  |  |  |  |
| Marzoli     |         | Larraguibel                |         | F. González |         | Figueroa             |         | F. González   |         | F. González        |         |                |         |                           |         |             |         |                  |         |             |         |             |         |             |         |             |         |             |         |             |             |  |  |  |  |  |  |  |  |  |  |  |  |  |  |  |  |  |
| F. González |         | Urtubias                   |         | Marzoli     |         | Requena              |         | Marzoli       |         | Marzoli            |         |                |         |                           |         |             |         |                  |         |             |         |             |         |             |         |             |         |             |         |             |             |  |  |  |  |  |  |  |  |  |  |  |  |  |  |  |  |  |
| Opazo       |         | Soumastre                  |         | M. González |         | M. González          |         | Soumastre     |         |                    |         |                |         |                           |         |             |         |                  |         |             |         |             |         |             |         |             |         |             |         |             |             |  |  |  |  |  |  |  |  |  |  |  |  |  |  |  |  |  |
| Pulido      | Capitán | M. González                |         |             |         | Alcalde              |         | Sin dupla     |         |                    |         |                |         |                           |         |             |         |                  |         |             |         |             |         |             |         |             |         |             |         |             |             |  |  |  |  |  |  |  |  |  |  |  |  |  |  |  |  |  |
| Alcalde     |         | Cagna                      |         | Figueroa    |         | Pulido               |         |               |         |                    |         |                |         |                           |         |             |         |                  |         |             |         |             |         |             |         |             |         |             |         |             |             |  |  |  |  |  |  |  |  |  |  |  |  |  |  |  |  |  |
| Rojas       |         | Caniulef                   | Capitán | Caniulef    |         | Caniulef             |         |               |         |                    |         |                |         |                           |         |             |         |                  |         |             |         |             |         |             |         |             |         |             |         |             |             |  |  |  |  |  |  |  |  |  |  |  |  |  |  |  |  |  |
| Ríos        | Capitán | Agostini                   |         | Grados      |         | Urtubias             |         |               |         |                    |         |                |         |                           |         |             |         |                  |         |             |         |             |         |             |         |             |         |             |         |             |             |  |  |  |  |  |  |  |  |  |  |  |  |  |  |  |  |  |
| Muñoz       |         | Vilches                    |         | Vilches     |         |                      |         |               |         |                    |         |                |         |                           |         |             |         |                  |         |             |         |             |         |             |         |             |         |             |         |             |             |  |  |  |  |  |  |  |  |  |  |  |  |  |  |  |  |  |
| Vilches     |         | Muñoz                      |         | Muñoz       |         |                      |         |               |         |                    |         |                |         |                           |         |             |         |                  |         |             |         |             |         |             |         |             |         |             |         |             |             |  |  |  |  |  |  |  |  |  |  |  |  |  |  |  |  |  |
| Piñera      |         | Urtubias                   |         |             |         |                      |         |               |         |                    |         |                |         |                           |         |             |         |                  |         |             |         |             |         |             |         |             |         |             |         |             |             |  |  |  |  |  |  |  |  |  |  |  |  |  |  |  |  |  |

     Participante del equipo Rojo.

     Participante del equipo Dorado.

     Participante sin un equipo determinado.

 Capitán del equipo en la respectiva semana.

## «Competencia por equipos» (Nominación)
Cada semana se realiza una competencia grupal, donde la dupla capitana del equipo perdedor escogerá a una pareja, por los motivos que estime, como sentenciados. De ahí saldrán los primeros dos reclutas en riesgo de abandonar el reformatorio militar.
| Semana | Equipo perdedor | Capitanes             | Dupla nominada                         | Tipo de desafío                   | Ref.   |
| ------ | --------------- | --------------------- | -------------------------------------- | --------------------------------- | ------ |
| 1      | Equipo Dorado   | M. González / Pulido  | Natalia Urtubias / Rubí Galusky        | Agilidad, fuerza y resistencia    | [ 64 ] |
| 2      | Equipo Rojo     | Caniulef / Rojas      | Maickol González / Matías Opazo        | Agilidad, fuerza y resistencia    | [ 65 ] |
| 3      | Equipo Dorado   | Bouvier / Cagna       | José Alcalde / Catalina Pulido         | Agilidad, fuerza y resistencia    | [ 66 ] |
| 4      | Equipo Rojo     | Requena / Caniulef    | Maickol González / Brandon Zúñiga      | Agilidad, fuerza y resistencia    | [ 67 ] |
| 5      | Equipo Rojo     | Grados / Agostini     | Victorio Bouvier / Giuliana Cagna      | Agilidad y puntería               | [ 68 ] |
| 6      | Equipo Rojo     | Bernal / Gálvez       | Rubí Galusky                           | Agilidad, equilibrio y fuerza     | [ 69 ] |
| 7      | Equipo Rojo     | Esparza / Urtubias    | Lorena Gálvez / Maickol González       | Agilidad y habilidad              | [ 70 ] |
| 8      | Equipo Rojo     | Cerda / Silva         | Daniela Requena / Brandon Zúñiga       | Agilidad y fuerza                 | [ 71 ] |
| 9      | Equipo Dorado   | Cagna / Cuevas        | Fernanda Figueroa / Faloon Larraguibel | Agilidad, equilibrio y habilidad  | [ 72 ] |
| 10     | Equipo Dorado   | Mujica / Requena      | Zoe Bayona / Josué Bernal              | Agilidad, fuerza y habilidad      | [ 73 ] |
| 11     | Equipo Rojo     | Cerda / Larraguibel   | Galadriel Caldirola / Jhonatan Mujica  | Agilidad, resistencia y habilidad | [ 43 ] |
| 12     | Equipo Rojo     | Bayona / Cagna        | Andrés Caniulef / Jhonatan Mujica      | Resistencia y fuerza              | [ 74 ] |
| 13     | Equipo Dorado   | Cerda / Caldirola     | Faloon Larraguibel / Zoe Bayona        | Agilidad, habilidad y precisión   | [ 75 ] |
| 14     | Equipo Dorado   | Bouvier / Larraguibel | Josué Bernal / Daniela Requena         | Equilibrio y habilidad            | [ 76 ] |
| 15     | Equipo Rojo     | Cerda / Larraguibel   | Sin dupla nominada                     | Agilidad y habilidad              | [ 77 ] |

## Posiciones en la «Competencia individual» / «Competencia de duplas»
Cada semana uno de los integrantes de cada dupla competirán entre sí. Quien pierda esa competencia, arrastrará a su pareja como sentenciado. A partir de la semana 15, compiten en duplas y no de forma individual.
| Posición     | Semana    | Semana      | Semana      | Semana      | Semana      | Semana      | Semana    | Semana      | Semana      | Semana      | Semana      | Semana      | Semana      | Semana      | Semana                 | Semana | Semana |
| Posición     | 1         | 2           | 3           | 4           | 5           | 6           | 7         | 8           | 9           | 10          | 11          | 12          | 13          | 14          | 15                     |        |        |
| ------------ | --------- | ----------- | ----------- | ----------- | ----------- | ----------- | --------- | ----------- | ----------- | ----------- | ----------- | ----------- | ----------- | ----------- | ---------------------- | ------ | ------ |
| 1.er Lugar:  | Marzoli   | Agostini    | Marzoli     | Bernal      | M. González | Bernal      | Bouvier   | Bouvier     | M. González | Bouvier     | Cagna       | Bernal      | Caldirola   | Bouvier     | Cerda / Larraguibel    |        |        |
| 2.do Lugar:  | Opazo     | Bernal      | Larraguibel | Agostini    | Requena     | Larraguibel | Cuevas    | Larraguibel | Zúñiga      | Mujica      | Figueroa    | Larraguibel | M. González | Agostini    | Bayona / Bernal        |        |        |
| 3.er Lugar:  | Cagna     | F. González | Caldirola   | Bouvier     | Grados      | Bouvier     | Urtubias  | Figueroa    | Cuevas      | Cerda       | Cuevas      | Cagna       | Bouvier     | Cerda       | Bouvier / Cagna        |        |        |
| 4.to Lugar:  | Grados    | Alcalde     | Urtubias    | F. González | Caldirola   | Caldirola   | Cagna     | Bernal      | Requena     | Amor        | Batallanos  | Bouvier     | Requena     | M. González | Agostini / Requena     |        |        |
| 5.to Lugar:  | Urtubias  | Bouvier     | M. González | Cerda       | Larraguibel | Soumastre   | Caldirola | Cerda       | Silva       | Agostini    | Larraguibel | Cerda       | Cagna       | Cagna       | Caniulef / M. González |        |        |
| 6.to Lugar:  | Vilches   | Rojas       | Requena     | Urtubias    | Marzoli     | M. González | Silva     | M. González | Caldirola   | Caldirola   | M. González | M. González | Figueroa    |             |                        |        |        |
| 7.mo Lugar:  | Ríos      | Grados      | Cagna       | Soumastre   | Figueroa    | Zúñiga      | Requena   | Cagna       | Bayona      | M. González | Requena     |             |             |             |                        |        |        |
| 8.vo Lugar:  | Caldirola | Soumastre   | Grados      | Caniulef    | Gálvez      | Esparza     |           | Caniulef    |             | Zúñiga      |             |             |             |             |                        |        |        |
| 9.no Lugar:  | Pulido    | Muñoz       | Caniulef    |             | Galusky     |             |           |             |             |             |             |             |             |             |                        |        |        |
| 10.mo Lugar: | Rojas     |             |             |             |             |             |           |             |             |             |             |             |             |             |                        |        |        |
| Notas        |           |             | [ n 1 ]     |             |             | [ n 2 ]     | [ n 3 ]   |             |             |             |             |             |             |             |                        |        |        |
| Referencias: | [ 78 ]    | [ 65 ]      | [ 66 ]      | [ 67 ]      | [ 68 ]      | [ 69 ]      | [ 79 ]    | [ 80 ]      | [ 81 ]      | [ 82 ]      | [ 43 ]      | [ 83 ]      | [ 84 ]      | [ 85 ]      | [ 86 ]                 |        |        |

Notas
1. ↑   Larraguibel y Marzoli resultaron vencedoras de la competencia.
2. ↑  Caldirola y Soumastre terminaron al mismo tiempo la competencia por lo tanto el 4° y 5° Lugar se ordenan en orden alfabético.
3. ↑  Fernanda Figueroa no participa en la competencia individual por prescripción médica.

## Nominaciones en la «Corte Marcial»
Cada semana se lleva a cabo un concejo de eliminación en donde cualquier participante, independientemente de si pertenece al equipo ganador o perdedor, puede votar por otro integrante del encierro para ser nominado. El participante más votado se convierte en nominado junto a su pareja.
| Equipo ganador:    | Equipo Rojo                                  | Equipo Dorado                              | Equipo Rojo                                     | Equipo Dorado                                 | Equipo Dorado                                 | Equipo Dorado                                    | Equipo Dorado                              | Equipo Dorado                                | Equipo Rojo                                | Equipo Rojo                                    | Equipo Dorado                             | Equipo Dorado                                    | Equipo Rojo                                   | Equipo Rojo                                      | Equipo Dorado     | Cerda Larraguibel                           |  |  |  |  |  |  |  |  |  |  |  |  |  |  |  |  |  |  |  |  |  |
| Agostini           | F. González                                  | Figueroa                                   | Bernal                                          | Opazo                                         | Larraguibel                                   | —                                                | Bernal                                     | Bayona                                       | Silva                                      | Batallanos                                     | Batallanos                                | Cagna                                            | Caldirola                                     | Bayona                                           | Larraguibel       | Larraguibel                                 |  |  |  |  |  |  |  |  |  |  |  |  |  |  |  |  |  |  |  |  |  |
| Bayona             |                                              |                                            |                                                 |                                               |                                               |                                                  |                                            | Cuevas                                       | Silva                                      | Batallanos                                     | Cuevas                                    | Batallanos                                       | Caldirola                                     | Batallanos                                       | Larraguibel       | Larraguibel                                 |  |  |  |  |  |  |  |  |  |  |  |  |  |  |  |  |  |  |  |  |  |
| Bernal             | Grados                                       | Grados                                     | Larraguibel                                     | Cerda                                         | Cerda                                         | Soumastre                                        | Cerda                                      | Bayona                                       | Mujica                                     | Batallanos                                     | Cuevas                                    | Bayona                                           | Caldirola                                     | Bayona                                           | Larraguibel       | Larraguibel                                 |  |  |  |  |  |  |  |  |  |  |  |  |  |  |  |  |  |  |  |  |  |
| Caniulef           | Marzoli                                      | Figueroa                                   | Marzoli                                         | Opazo                                         | Agostini                                      | Bouvier                                          | Cerda                                      | Cagna                                        | Cerda                                      | Batallanos                                     | Bayona                                    | Batallanos                                       | Caldirola                                     | Batallanos                                       | Batallanos        | Cagna                                       |  |  |  |  |  |  |  |  |  |  |  |  |  |  |  |  |  |  |  |  |  |
| Cerda              |                                              |                                            | Bouvier                                         | Bernal                                        | Urtubias                                      | Requena                                          | Bernal                                     | Cuevas                                       | Silva                                      | Amor                                           | Cuevas                                    | Batallanos                                       | Bernal                                        | Batallanos                                       | Batallanos        | Cagna                                       |  |  |  |  |  |  |  |  |  |  |  |  |  |  |  |  |  |  |  |  |  |
| Larraguibel        | F. González                                  | Figueroa                                   | Caldirola                                       | Opazo                                         | Soumastre                                     | Soumastre                                        | Cerda                                      | Cuevas                                       | Cuevas                                     | Cagna                                          | Bayona                                    | Bayona                                           | Caldirola                                     | Bayona                                           | Batallanos        | Cagna                                       |  |  |  |  |  |  |  |  |  |  |  |  |  |  |  |  |  |  |  |  |  |
| M. González        | Grados                                       | Grados                                     | Urtubias                                        | Galusky                                       | Agostini                                      | Bernal                                           | Bernal                                     | Bayona                                       | Requena                                    | Batallanos                                     | Bouvier                                   | Batallanos                                       | Cerda                                         | Batallanos                                       | Batallanos        | Cagna                                       |  |  |  |  |  |  |  |  |  |  |  |  |  |  |  |  |  |  |  |  |  |
| Requena            |                                              |                                            | Caldirola                                       | Opazo                                         | Figueroa                                      | Soumastre                                        | Cerda                                      | Cuevas                                       | Cuevas                                     | Bouvier                                        | Bayona                                    | Bayona                                           | Caldirola                                     | Bayona                                           | Batallanos        | Cagna                                       |  |  |  |  |  |  |  |  |  |  |  |  |  |  |  |  |  |  |  |  |  |
| Bouvier            | F. González                                  | Grados                                     | Larraguibel                                     | Larraguibel                                   | Zúñiga                                        | Del Río                                          | Bernal                                     | Bernal                                       | Silva                                      | Batallanos                                     | Cuevas                                    | Cagna                                            | Bernal                                        | Bayona                                           | Batallanos        | Larraguibel                                 |  |  |  |  |  |  |  |  |  |  |  |  |  |  |  |  |  |  |  |  |  |
| Cagna              | F. González                                  | Grados                                     | Larraguibel                                     | Larraguibel                                   | Zúñiga                                        | Larraguibel                                      | Bernal                                     | Bayona                                       | Silva                                      | Batallanos                                     | Cuevas                                    | Bouvier                                          | Bernal                                        | Bayona                                           | Batallanos        | Larraguibel                                 |  |  |  |  |  |  |  |  |  |  |  |  |  |  |  |  |  |  |  |  |  |
| Batallanos         |                                              |                                            |                                                 |                                               |                                               |                                                  |                                            |                                              | Silva                                      | Cagna                                          | Bayona                                    | Cagna                                            | Caldirola                                     | Bayona                                           | Larraguibel       |                                             |  |  |  |  |  |  |  |  |  |  |  |  |  |  |  |  |  |  |  |  |  |
| Figueroa           |                                              | Grados                                     | Larraguibel                                     | Larraguibel                                   | Agostini                                      | Caniulef                                         | Bernal                                     | Bayona                                       | Cuevas                                     | Batallanos                                     | Cuevas                                    | Batallanos                                       | Bernal                                        | Bayona                                           |                   |                                             |  |  |  |  |  |  |  |  |  |  |  |  |  |  |  |  |  |  |  |  |  |
| Caldirola          | Larraguibel                                  | Grados                                     | Larraguibel                                     | Larraguibel                                   | Zúñiga                                        | Requena                                          | Bernal                                     | Bayona                                       | Silva                                      | Batallanos                                     | Cuevas                                    | Batallanos                                       | Bernal                                        |                                                  |                   |                                             |  |  |  |  |  |  |  |  |  |  |  |  |  |  |  |  |  |  |  |  |  |
| Mujica             |                                              |                                            |                                                 |                                               |                                               |                                                  |                                            |                                              | Bernal                                     | Amor                                           | Cuevas                                    | Bayona                                           |                                               |                                                  |                   |                                             |  |  |  |  |  |  |  |  |  |  |  |  |  |  |  |  |  |  |  |  |  |
| Cuevas             |                                              |                                            |                                                 |                                               |                                               | Larraguibel                                      | Cerda                                      | Bayona                                       | Silva                                      | Caldirola                                      | Cagna                                     |                                                  |                                               |                                                  |                   |                                             |  |  |  |  |  |  |  |  |  |  |  |  |  |  |  |  |  |  |  |  |  |
| Amor               |                                              |                                            |                                                 |                                               |                                               |                                                  |                                            |                                              | ―                                          | Bouvier                                        | Bayona                                    |                                                  |                                               |                                                  |                   |                                             |  |  |  |  |  |  |  |  |  |  |  |  |  |  |  |  |  |  |  |  |  |
| Zúñiga             |                                              |                                            | Larraguibel                                     | Opazo                                         | Soumastre                                     | Soumastre                                        | Cerda                                      | Cuevas                                       | Cuevas                                     | Caldirola                                      |                                           |                                                  |                                               |                                                  |                   |                                             |  |  |  |  |  |  |  |  |  |  |  |  |  |  |  |  |  |  |  |  |  |
| Silva              |                                              |                                            |                                                 |                                               |                                               | Soumastre                                        | Cerda                                      | Cuevas                                       | Cuevas                                     |                                                |                                           |                                                  |                                               |                                                  |                   |                                             |  |  |  |  |  |  |  |  |  |  |  |  |  |  |  |  |  |  |  |  |  |
| Gálvez             |                                              |                                            |                                                 |                                               | Zúñiga                                        | Soumastre                                        | Bernal                                     | Cuevas                                       |                                            |                                                |                                           |                                                  |                                               |                                                  |                   |                                             |  |  |  |  |  |  |  |  |  |  |  |  |  |  |  |  |  |  |  |  |  |
| Urtubias           | Grados                                       | Figueroa                                   | Bernal                                          | Opazo                                         | Agostini                                      | Soumastre                                        | Bernal                                     | —                                            |                                            |                                                |                                           |                                                  |                                               |                                                  |                   |                                             |  |  |  |  |  |  |  |  |  |  |  |  |  |  |  |  |  |  |  |  |  |
| Del Río            |                                              |                                            |                                                 |                                               |                                               | Bouvier                                          | Cuevas                                     |                                              |                                            |                                                |                                           |                                                  |                                               |                                                  |                   |                                             |  |  |  |  |  |  |  |  |  |  |  |  |  |  |  |  |  |  |  |  |  |
| Esparza            |                                              |                                            |                                                 |                                               | Bernal                                        | Soumastre                                        | —                                          |                                              |                                            |                                                |                                           |                                                  |                                               |                                                  |                   |                                             |  |  |  |  |  |  |  |  |  |  |  |  |  |  |  |  |  |  |  |  |  |
| Soumastre          | Grados                                       | Grados                                     | Larraguibel                                     | Galusky                                       | Agostini                                      | Gálvez                                           |                                            |                                              |                                            |                                                |                                           |                                                  |                                               |                                                  |                   |                                             |  |  |  |  |  |  |  |  |  |  |  |  |  |  |  |  |  |  |  |  |  |
| Galusky            | —                                            |                                            |                                                 | Opazo                                         | Agostini                                      | —                                                |                                            |                                              |                                            |                                                |                                           |                                                  |                                               |                                                  |                   |                                             |  |  |  |  |  |  |  |  |  |  |  |  |  |  |  |  |  |  |  |  |  |
| Grados             | F. González                                  | Figueroa                                   | Figueroa                                        | Opazo                                         | Figueroa                                      |                                                  |                                            |                                              |                                            |                                                |                                           |                                                  |                                               |                                                  |                   |                                             |  |  |  |  |  |  |  |  |  |  |  |  |  |  |  |  |  |  |  |  |  |
| Marzoli            | Grados                                       | Grados                                     | Larraguibel                                     | Urtubias                                      | —                                             |                                                  |                                            |                                              |                                            |                                                |                                           |                                                  |                                               |                                                  |                   |                                             |  |  |  |  |  |  |  |  |  |  |  |  |  |  |  |  |  |  |  |  |  |
| F. González        | Grados                                       | Grados                                     | Larraguibel                                     | Agostini                                      | —                                             |                                                  |                                            |                                              |                                            |                                                |                                           |                                                  |                                               |                                                  |                   |                                             |  |  |  |  |  |  |  |  |  |  |  |  |  |  |  |  |  |  |  |  |  |
| Opazo              | Grados                                       | Grados                                     | Requena                                         | Galusky                                       |                                               |                                                  |                                            |                                              |                                            |                                                |                                           |                                                  |                                               |                                                  |                   |                                             |  |  |  |  |  |  |  |  |  |  |  |  |  |  |  |  |  |  |  |  |  |
| Pulido             | Grados                                       |                                            | Opazo                                           | —                                             |                                               |                                                  |                                            |                                              |                                            |                                                |                                           |                                                  |                                               |                                                  |                   |                                             |  |  |  |  |  |  |  |  |  |  |  |  |  |  |  |  |  |  |  |  |  |
| Alcalde            | Vilches                                      | Grados                                     | Cagna                                           |                                               |                                               |                                                  |                                            |                                              |                                            |                                                |                                           |                                                  |                                               |                                                  |                   |                                             |  |  |  |  |  |  |  |  |  |  |  |  |  |  |  |  |  |  |  |  |  |
| Rojas              | F. González                                  | Figueroa                                   | —                                               |                                               |                                               |                                                  |                                            |                                              |                                            |                                                |                                           |                                                  |                                               |                                                  |                   |                                             |  |  |  |  |  |  |  |  |  |  |  |  |  |  |  |  |  |  |  |  |  |
| Ríos               | F. González                                  | Figueroa                                   | —                                               |                                               |                                               |                                                  |                                            |                                              |                                            |                                                |                                           |                                                  |                                               |                                                  |                   |                                             |  |  |  |  |  |  |  |  |  |  |  |  |  |  |  |  |  |  |  |  |  |
| Muñoz              | Urtubias                                     | Grados                                     |                                                 |                                               |                                               |                                                  |                                            |                                              |                                            |                                                |                                           |                                                  |                                               |                                                  |                   |                                             |  |  |  |  |  |  |  |  |  |  |  |  |  |  |  |  |  |  |  |  |  |
| Vilches            | Grados                                       | Grados                                     |                                                 |                                               |                                               |                                                  |                                            |                                              |                                            |                                                |                                           |                                                  |                                               |                                                  |                   |                                             |  |  |  |  |  |  |  |  |  |  |  |  |  |  |  |  |  |  |  |  |  |
| Piñera             | —                                            |                                            |                                                 |                                               |                                               |                                                  |                                            |                                              |                                            |                                                |                                           |                                                  |                                               |                                                  |                   |                                             |  |  |  |  |  |  |  |  |  |  |  |  |  |  |  |  |  |  |  |  |  |
| Parejas nominadas: | Caniulef Rojas                               | M. González Opazo                          | Alcalde Pulido                                  | M. González Zúñiga                            | Bouvier Cagna                                 | Esparza Urtubias                                 | Gálvez M. González                         | Requena Zúñiga                               | Figueroa Larraguibel                       | Bayona Bernal                                  | Caldirola Mujica                          | Caniulef Mujica                                  | Bayona Larraguibel                            | Bernal Requena                                   | Agostini Requena  | Caniulef M. González                        |  |  |  |  |  |  |  |  |  |  |  |  |  |  |  |  |  |  |  |  |  |
| Parejas nominadas: | M. González Pulido                           | Muñoz Vilches                              | Caniulef Grados                                 | Caniulef Requena                              | Esparza Galusky                               | Figueroa Zúñiga                                  | Del Río Requena                            | Caniulef Gálvez                              | Bayona Bouvier                             | Cuevas Zúñiga                                  | Bernal Requena                            | Figueroa M. González                             | Agostini Figueroa                             | Cagna Figueroa                                   | Batallanos        | Caniulef M. González                        |  |  |  |  |  |  |  |  |  |  |  |  |  |  |  |  |  |  |  |  |  |
| Parejas nominadas: | Bouvier con 0/20 votos Grados con 9/20 votos | Grados con 13/20 votos Ríos con 0/20 votos | Cerda con 0/20 votos Larraguibel con 9/20 votos | Opazo con 8/19 votos Soumastre con 0/19 votos | Agostini con 8/18 votos Grados con 0/18 votos | Caniulef con 1/18 votos Soumastre con 8/18 votos | Bernal con 9/17 votos Silva con 0/17 votos | Bayona con 7/16 votos Bouvier con 0/16 votos | Silva con 8/17 votos Zúñiga con 0/17 votos | Batallanos con 9/17 votos Cerda con 0/17 votos | Amor con 0/16 votos Cuevas con 8/16 votos | Batallanos con 6/14 votos Bouvier con 1/14 votos | Caldirola con 7/13 votos Cerda con 1/13 votos | Bayona con 8/12 votos M. González con 0/12 votos | Cerda Larraguibel | Bouvier con 0/10 votos Cagna con 5/10 votos |  |  |  |  |  |  |  |  |  |  |  |  |  |  |  |  |  |  |  |  |  |
| Salvados           | Caniulef Rojas                               | M. González Opazo                          | Larraguibel Cerda                               | Caniulef Requena                              | Esparza Galusky                               | Figueroa Zúñiga                                  | Bernal Silva                               | Requena Zúñiga                               | Figueroa Larraguibel                       | Bayona Bernal                                  | Caldirola Mujica                          | Figueroa M. González                             | Agostini Figueroa                             | Bernal Requena                                   |                   |                                             |  |  |  |  |  |  |  |  |  |  |  |  |  |  |  |  |  |  |  |  |  |
| Duelistas          | M. González Pulido                           | Muñoz Vilches                              | Alcalde Pulido                                  | M. González Zúñiga                            | Agostini Grados                               | Caniulef Soumastre                               | Del Río Requena                            | Bayona Bouvier                               | Bayona Bouvier                             | Batallanos Cerda                               | Bernal Requena                            | Batallanos Bouvier                               | Bayona Larraguibel                            | Bayona M. González                               |                   | Caniulef M. González                        |  |  |  |  |  |  |  |  |  |  |  |  |  |  |  |  |  |  |  |  |  |
| Duelistas          | Bouvier Grados                               | Grados Ríos                                | Caniulef Grados                                 | Opazo Soumastre                               | Bouvier Cagna                                 | Esparza Urtubias                                 | Gálvez M. González                         | Caniulef Gálvez                              | Silva Zúñiga                               | Cuevas Zúñiga                                  | Amor Cuevas                               | Caniulef Mujica                                  | Caldirola Cerda                               | Cagna Figueroa                                   | Bouvier Cagna     |                                             |  |  |  |  |  |  |  |  |  |  |  |  |  |  |  |  |  |  |  |  |  |
| Eliminado:         | Pulido                                       | Sin eliminado                              | Alcalde                                         | Opazo                                         | Grados                                        | Soumastre                                        | Del Río                                    | Gálvez                                       | Silva                                      | Zúñiga                                         | Amor                                      | Mujica                                           | Caldirola                                     | Figueroa                                         | Batallanos        | Bouvier Cagna                               |  |  |  |  |  |  |  |  |  |  |  |  |  |  |  |  |  |  |  |  |  |
| Eliminado:         | Galusky                                      | Sin eliminado                              | Alcalde                                         | Opazo                                         | Grados                                        | Soumastre                                        | Del Río                                    | Gálvez                                       | Silva                                      | Zúñiga                                         | Amor                                      | Mujica                                           | Caldirola                                     | Figueroa                                         | Batallanos        | Bouvier Cagna                               |  |  |  |  |  |  |  |  |  |  |  |  |  |  |  |  |  |  |  |  |  |
| Abandonos:         | Piñera                                       | Muñoz                                      | Ríos Rojas                                      | Pulido                                        | Marzoli                                       |                                                  | Esparza                                    | Urtubias                                     |                                            |                                                | Cuevas                                    |                                                  |                                               |                                                  |                   |                                             |  |  |  |  |  |  |  |  |  |  |  |  |  |  |  |  |  |  |  |  |  |
| Expulsiones:       |                                              | Vilches                                    |                                                 |                                               | F. González                                   | Galusky                                          |                                            |                                              |                                            |                                                |                                           |                                                  |                                               |                                                  |                   |                                             |  |  |  |  |  |  |  |  |  |  |  |  |  |  |  |  |  |  |  |  |  |
| Notas:             | [ n 1 ]                                      | [ n 2 ]                                    | [ n 3 ]                                         | [ n 4 ]                                       | [ n 5 ]                                       | [ n 6 ] [ n 7 ] [ n 8 ]                          | [ n 9 ]                                    | [ n 10 ] [ n 11 ] [ n 12 ]                   | [ n 13 ]                                   |                                                | [ n 14 ] [ n 15 ]                         |                                                  |                                               |                                                  | [ n 16 ]          | [ n 17 ]                                    |  |  |  |  |  |  |  |  |  |  |  |  |  |  |  |  |  |  |  |  |  |
| Referencias:       | [ 87 ]                                       | [ 88 ]                                     | [ 89 ]                                          | [ 90 ]                                        | [ 91 ]                                        | [ 92 ]                                           | [ 93 ]                                     | [ 94 ]                                       | [ 95 ]                                     | [ 44 ]                                         | [ 43 ]                                    | [ 96 ]                                           | [ 97 ]                                        | [ 39 ]                                           | [ 38 ]            | [ 98 ]                                      |  |  |  |  |  |  |  |  |  |  |  |  |  |  |  |  |  |  |  |  |  |

Notas
1. ↑  El recluta Piñera abandona en la respectiva semana por motivos médicos.
2. ↑  Debido a la expulsión de la recluta Vilches, quien estaba nominada, se decidió no realizar la prueba de eliminación.
3. ↑  El recluta Rojas abandona por lesión en el tendón.
4. ↑  Catalina Pulido abandona la competencia debido a su grave estado de salud de su hijo: Sasha Von Knorring
5. ↑  Fabio no participa en el duelo de eliminación por lesión ocular, por lo tanto el duelo se lleva a cabo entre la Recluta Cagna y la Recluta Grados.
6. ↑  La recluta Galusky es expulsada de la competencia por decisión de la comandante Pia Arratia tras transgredir las reglas.
7. ↑  Fabio no participa en la corte marcial por prescripción médica
8. ↑  El voto de la Recluta Cuevas queda anulado al ser la Recluta Larraguibel su propia dupla.
9. ↑  Miguelito Esparza abandona en la respectiva semana tras ser desvelado su rol de "infiltrado" dentro del programa.
10. ↑  En la votación existio un empate entre la Recluta Bayona y la Recluta Cuevas, por lo tanto los capitanes del equipo ganador debieron desempatar la votación.
11. ↑  Natu Urtubias no participa en la corte marcial por lesión y esta internado en una clinica.
12. ↑  Natu Urtubias abandona en la respectiva semana por lesión.
13. ↑  El recluta Briones ingresa en la respectiva semana, días después del desarrollo de la Corte Marcial.
14. ↑  Fanny Cuevas no participa en el duelo de eliminación debido a una lesión.
15. ↑  Fanny Cuevas abandona por lesión.
16. ↑  En la semana 15 se celebró una «Corte Marcial Extraordinaria», en donde todos los participantes tuvieron que votar para eliminar a un participante del equipo perdedor de la semana (Equipo rojo). Por lo tanto, los reclutas en peligro de eliminación fueron: Agostini, Batallanos, Cerda, Larraguibel y Requena. Los participantes votaron para eliminar a Batallanos.
17. ↑  La votación de la semana terminó empatada entre las reclutas Cagna y Larraguibel, por lo que se anunció que la decisión quedaría en manos de los brigadieres Caniulef y M. González. Ellos eligieron a Cagna como la nominada de la instancia, arrastrando con ello a su pareja Bouvier.

## «Competencia de salvación»
Cada semana se enfrentan las tres parejas nominadas en una competencia de salvación, la ganadora quedará exento del duelo de eliminación.
| Semana | Nominados                              | Nominados                            | Nominados                              | Tipo de competencia            | Salvados                               | Ref.    |
| ------ | -------------------------------------- | ------------------------------------ | -------------------------------------- | ------------------------------ | -------------------------------------- | ------- |
| 1      | Andrés Caniulef / Sergio Rojas         | Maickol González / Catalina Pulido   | Anyella Grados / Victorio Bouvier      | Agilidad y habilidad           | Andrés Caniulef / Sergio Rojas         | [ 65 ]  |
| 2      | Maickol González / Matías Opazo        | Matías Muñoz / Anaís Vilches         | Anyella Grados / Antonella Ríos        | Agilidad, fuerza y habilidad   | Maickol González / Matías Opazo        | [ 66 ]  |
| 3      | José Alcalde / Catalina Pullido        | Andrés Caniulef / Anyella Grados     | Raimundo Cerda / Faloon Larraguibel    | Agilidad, fuerza y habilidad   | Raimundo Cerda / Faloon Larraguibel    | [ 67 ]  |
| 4      | Maickol González / Brandon Zúñiga      | Andrés Caniulef / Daniela Requena    | Matías Opazo / Félix Soumastre         | Agilidad y habilidad           | Andrés Caniulef / Daniela Requena      | [ 68 ]  |
| 5      | Victorio Bouvier / Giuliana Cagna      | Miguelito Esparza / Rubí Galusky     | Fabio Agostini / Anyella Grados        | Agilidad                       | Miguelito Esparza / Rubí Galusky       | [ 69 ]  |
| 6      | Miguelito Esparza / Natalia Urtubias   | Fernanda Figueroa / Brandon Zúñiga   | Andrés Caniulef / Félix Soumastre      | Agilidad y fuerza              | Fernanda Figueroa / Brandon Zúñiga     | [ 99 ]  |
| 7      | Lorena Gálvez / Maickol González       | Jenko Del Río / Daniela Requena      | Josué Bernal / Javiera Silva           | Agilidad, fuerza y habilidad   | Josué Bernal / Javiera Silva           | [ 100 ] |
| 8      | Daniela Requena / Brandon Zúñiga       | Andrés Caniulef / Lorena Gálvez      | Zoe Bayona / Victorio Bouvier          | Agilidad y equilibrio          | Daniela Requena / Brandon Zúñiga       | [ 101 ] |
| 9      | Fernanda Figueroa / Faloon Larraguibel | Zoé Bayona / Victorio Bouvier        | Javiera Silva / Brandon Zúñiga         | Agilidad, fuerza y habilidad   | Fernanda Figueroa / Faloon Larraguibel | [ 102 ] |
| 10     | Zoé Bayona / Josué Bernal              | Stephanie Cuevas / Brandon Zúñiga    | Samantha Batallanos / Raimundo Cerda   | Agilidad, equilibrio y fuerza  | Zoé Bayona / Josué Bernal              | [ 44 ]  |
| 11     | Galadriel Caldirola / Jhonatan Mujica  | Josué Bernal / Daniela Requena       | Yoan Amor / Stephanie Cuevas           | Agilidad y habilidad           | Galadriel Caldirola / Jhonatan Mujica  | [ 43 ]  |
| 12     | Andrés Caniulef / Jhonatan Mujica      | Fernanda Figueroa / Maickol González | Samantha Batallanos / Victorio Bouvier | Equilibrio, fuerza y habilidad | Fernanda Figueroa / Maickol González   | [ 103 ] |
| 13     | Faloon Larraguibel / Zoe Bayona        | Fabio Agostini / Fernanda Figueroa   | Galadriel Caldirola / Raimundo Cerda   | Agilidad                       | Fabio Agostini / Fernanda Figueroa     | [ 104 ] |
| 14     | Josué Bernal / Daniela Requena         | Giuliana Cagna / Fernanda Figueroa   | Zoe Bayona / Maickol González          | Agilidad y fuerza              | Josué Bernal / Daniela Requena         | [ 105 ] |

## Resultados
"Palabra de honor" se basa prácticamente en competencias en las cuales se prueba a los participantes en fuerza, velocidad, habilidad, equilibrio, etc. Para hacer pruebas de estas, se conforman dos equipos, compuesto por diversas duplas, identificados con un nombre y un color, y se baten en competencias para no eliminar a uno de sus integrantes y permanecer en "El reformatorio".

### Competencia por equipos
| Semana | Equipo ganador | Equipo perdedor | En riesgo              | En riesgo              | En riesgo            | Pareja Duelista 1    | Pareja Duelista 2    | Tipo de duelo         | Eliminado     | Ref.   |
| ------ | -------------- | --------------- | ---------------------- | ---------------------- | -------------------- | -------------------- | -------------------- | --------------------- | ------------- | ------ |
| 1      | Equipo Rojo    | Equipo Dorado   |                        |                        |                      | Galusky / Urtubias   |                      |                       | Galusky       | [ 51 ] |
| 1      | Equipo Rojo    | Equipo Dorado   | Caniulef / Rojas       | M. González / Pulido   | Bouvier / Grados     | M. González / Pulido | Bouvier / Grados     | Agilidad              | Pulido        | [ 57 ] |
| 2      | Equipo Dorado  | Equipo Rojo     | M. González / Opazo    | Muñoz / Vilches        | Grados / Ríos        | Muñoz / Vilches      | Grados / Ríos        | Sin eliminado         | Sin eliminado | [ 62 ] |
| 3      | Equipo Rojo    | Equipo Dorado   | Alcalde / Pulido       | Caniulef / Grados      | Cerda / Larraguibel  | Alcalde / Pulido     | Caniulef / Grados    | Agilidad              | Alcalde       | [ 59 ] |
| 4      | Equipo Dorado  | Equipo Rojo     | M. González / Zúñiga   | Caniulef / Requena     | Opazo / Soumastre    | M. González / Zúñiga | Opazo / Soumastre    | Agilidad y equilibrio | Opazo         | [ 56 ] |
| 5      | Equipo Dorado  | Equipo Rojo     | Bouvier / Cagna        | Esparza / Galusky      | Agostini / Grados    | Bouvier / Cagna      | Agostini / Grados    | Agilidad y fuerza     | Grados        | [ 53 ] |
| 6      | Equipo Dorado  | Equipo Rojo     | Esparza / Urtubias     | Figueroa / Zúñiga      | Caniulef / Soumastre | Esparza / Urtubias   | Caniulef / Soumastre | Agilidad              | Soumastre     | [ 50 ] |
| 7      | Equipo Dorado  | Equipo Rojo     | Gálvez / M. González   | Del Río / Requena      | Bernal / Silva       | Gálvez / M. González | Del Río / Requena    | Fuerza                | Del Río       | [ 48 ] |
| 8      | Equipo Dorado  | Equipo Rojo     | Requena / Zúñiga       | Caniulef / Gálvez      | Bayona / Bouvier     | Caniulef / Gálvez    | Bayona / Bouvier     | Equilibrio y fuerza   | Gálvez        | [ 46 ] |
| 9      | Equipo Rojo    | Equipo Dorado   | Figueroa / Larraguibel | Bayona / Bouvier       | Silva / Zúñiga       | Bayona / Bouvier     | Silva / Zúñiga       | Agilidad y fuerza     | Silva         | [ 45 ] |
| 10     | Equipo Rojo    | Equipo Dorado   | Bayona / Bernal        | Cuevas / Zúñiga        | Batallanos / Cerda   | Cuevas / Zúñiga      | Batallanos / Cerda   | Agilidad y fuerza     | Zúñiga        | [ 44 ] |
| 11     | Equipo Dorado  | Equipo Rojo     | Caldirola / Mujica     | Bernal / Requena       | Amor / Cuevas        | Bernal / Requena     | Amor / Cuevas        | Fuerza y habilidad    | Amor          | [ 43 ] |
| 12     | Equipo Dorado  | Equipo Rojo     | Caniulef / Mujica      | Figueroa / M. González | Batallanos / Bouvier | Caniulef / Mujica    | Batallanos / Bouvier | Destreza              | Mujica        | [ 41 ] |
| 13     | Equipo Rojo    | Equipo Dorado   | Bayona / Larraguibel   | Agostini / Figueroa    | Caldirola / Cerda    | Bayona / Larraguibel | Caldirola / Cerda    | Destreza              | Caldirola     | [ 75 ] |
| 14     | Equipo Rojo    | Equipo Dorado   | Bernal / Requena       | Cagna / Figueroa       | Bayona / M. González | Bayona / M. González | Cagna / Figueroa     | Agilidad y equilibrio | Figueroa      | [ 39 ] |
| 15     | Equipo Dorado  | Equipo Rojo     | Agostini / Requena     | Batallanos             | Cerda / Larraguibel  |                      |                      |                       | Batallanos    | [ 38 ] |

     La pareja gana la prueba de salvación, por ende se salva y no enfrenta el duelo de eliminación.

### Competencia en duplas
| Semana | Dupla ganadora                      | Pareja Duelista 1                  | Pareja Duelista 2                  | Tipo de duelo          | Eliminado          | Ref.   |
| ------ | ----------------------------------- | ---------------------------------- | ---------------------------------- | ---------------------- | ------------------ | ------ |
| 15     | Raimundo Cerda / Faloon Larraguibel | Andrés Caniulef / Maickol González | Giuliana Cagna / Victorio Bouvier  | Destreza y precisión   | Bouvier / Cagna    | [ 37 ] |
| 16     | Raimundo Cerda / Faloon Larraguibel | Daniela Requena / Fabio Agostini   | Andrés Caniulef / Maickol González | Resistencia y agilidad | Agostini / Requena | [ 36 ] |
| 16     | Josué Bernal / Zoe Mba Bayona       | Daniela Requena / Fabio Agostini   | Andrés Caniulef / Maickol González | Resistencia y agilidad | Agostini / Requena | [ 36 ] |

### Gran final
La semifinal se desarrolló en el antepenúltimo y penúltimo capítulo del programa, desde el Parque nacional Villarrica en la Región de La Araucanía, y desde Curacaví en la Región Metropolitana, ambas localizadas en Chile. Hasta esta instancia llegaron las siguientes parejas: Raimundo Cerda y Faloon Larraguibel, Josué Bernal y Zoe Mba Bayona, y Andrés Caniulef y Maickol González. Así, las tres parejas se enfrentaron a un total de 8 misiones extremas y 6 exigentes competencias en locaciones naturales. Primero, en la Región de La Araucanía se desarrollaron las pruebas de supervivencia donde los participantes enfrentaron la dureza del bosque, la inseguridad de los lagos, la exigencia de las montañas, y todo aquello que el contexto les colocó sobre su camino. Entre las hazañas que incluyó esta aventura, se destaca domar una cascada, superar un caudaloso río, construir un puente sobre el agua, y cruzar una montaña de un extremo al otro sobre una tirolesa. Posteriormente, una segunda etapa se realizó en la Región Metropolitana, donde los reclutas probaron su destreza militar mediante entrenamiento con explosivos y resistiendo un ataque nocturno de otro regimiento.
La Gran final se transmitió en directo desde el sector de Lima, Perú, el día domingo 1 de junio de 2025, obteniendo los ganadores, Josué Bernal y Zoe Mba Bayona, $25.000.000 millones de pesos chilenos.
| Semifinalistas                    | Tipo de competencia                         | Finalistas                        | Tipo de duelo                  | Ganadores                   |
| --------------------------------- | ------------------------------------------- | --------------------------------- | ------------------------------ | --------------------------- |
| Faloon Larraguibel Raimundo Cerda | Supervivencia extrema y resistencia táctica | Faloon Larraguibel Raimundo Cerda | Fuerza, agilidad y resistencia |                             |
| Josué Bernal Zoe Mba Bayona       | Supervivencia extrema y resistencia táctica | Josué Bernal Zoe Mba Bayona       | Fuerza, agilidad y resistencia | Josué Bernal Zoe Mba Bayona |
| Andrés Caniulef Maickol González  | Supervivencia extrema y resistencia táctica |                                   | Fuerza, agilidad y resistencia |                             |

## Recepción
Palabra de honor fue estrenado el domingo 3 de noviembre de 2024, marcando nuevamente una situación inédita en la televisión chilena, donde por segunda vez una final de un reality show, ¿Ganar o servir?, fue sucedida inmediatamente por otro. El programa se estrenó con una audiencia promedio de 19.6 puntos de rating hogar entre las 22:55 y las 00:33 horas, y un peak de 24.0 puntos, superando ampliamente a su competencia, dejando a Mega con 6.4 unidades, TVN con 5.0 y Chilevisión con 4.3 en la misma franja horaria. En el rating comercial, Palabra de honor también se impuso con 8.6 puntos, frente a los 2.6 de Mega, 1.9 de Chilevisión y 0.9 de TVN. Todas estas cifras corresponden a la denominada "Súper cadena", que considera la señal abierta de Canal 13 junto con la transmisión del programa en la frecuencia 557 de Claro.
El reality también destacó en la medición exclusiva de pantalla abierta, donde alcanzó un promedio de 18.6 puntos, consolidándose como el mejor estreno de la trilogía de realities recientes del canal. En comparación, Tierra brava marcó 14.0 unidades en su debut el 1 de octubre de 2023, y ¿Ganar o servir? promedió 16.2 puntos en su estreno el 21 de abril de 2024.
A tres semanas de su debut, Palabra de honor mantuvo un alto rendimiento en sintonía. Entre el 3 y el 25 de noviembre de 2024, el programa promedió 11.2 puntos de rating hogar y 4.1 en rating comercial en “Súper cadena”. En la medición exclusiva de pantalla abierta, el reality registra una media de 10.8 unidades en rating hogar, superando a Mega (8.6), Chilevisión (7.3) y TVN (6.1). En tanto, el rating comercial en pantalla abierta promedia 4.0 puntos frente a 3.1 de Mega, 3.3 de Chilevisión y 2.0 de TVN.
El día 5 de enero de 2025, tras cumplirse dos meses al aire, Canal 13 publicó que, en materia de consumo de televisión, el programa había registrado un promedio de 9.3 puntos de rating hogar en pantalla abierta, superando a Mega (9.1), Chilevisión (6.7) y TVN (6.3). En cuanto al rating comercial, el reality ha obtenido una media de 3.3 puntos, por encima de Mega (3.2), Chilevisión (2.9) y TVN (1.9) en el mismo período de tiempo. En la medición de “Súper cadena”, que incluye la señal abierta de Canal 13 junto con la transmisión del canal Palabra de honor extendido en la frecuencia 557 de Claro, el programa ha alcanzado un promedio de 9.8 puntos de rating hogar y 3.5 unidades en rating comercial.
Con el transcurso del tiempo, el reality show mantuvo un desempeño variable en términos de audiencia. A diferencia de sus antecesores, Tierra brava y ¿Ganar o servir?, el programa no logró consolidarse como un éxito sostenido en el tiempo. En sus primeras semanas, Palabra de honor lideró su franja horaria con un promedio de 11.2 puntos de rating hogar y 4.1 puntos de rating comercial en "Súper cadena". Sin embargo, a medida que avanzó su emisión, comenzó a experimentar una caída en la sintonía. Así, en enero de 2025, el programa marcó sus cifras más bajas de audiencia. El 1 de enero registró 6.6 puntos de rating, y aunque los días siguientes hubo un leve aumento, el viernes 10 de enero volvió a caer a 6.6 unidades. Durante esa semana, promedió 9.2 puntos el lunes, 8.4 el martes y 7.7 el miércoles 22. La caída más pronunciada ocurrió los días en que TVN transmitió el Festival del Huaso de Olmué, con el reality alcanzando solo 6.2 puntos el jueves 16 de enero, 6.0 el viernes 17 y 5.1 el domingo 19, convirtiéndose en la cifra más baja desde su estreno y quedando fuera del ranking de los 10 programas más vistos del día. Analistas y medios especializados han señalado que uno de los factores que podría haber afectado el desempeño del programa es el desfase entre la emisión televisiva y la realidad de los participantes, ya que muchos de ellos retomaron su vida normal fuera del encierro antes de la finalización del programa en pantalla.
No obstante, un giro inesperado ocurrió con la implementación de un nuevo sistema de medición de audiencias en abril de 2025, lo que impulsó una especie de resurgimiento del programa. Hasta entonces, Palabra de honor había mostrado cifras inferiores a las de sus antecesores, oscilando entre los 8 y 9 puntos por noche, lo que llevó a muchos a considerarlo una apuesta fallida. Sin embargo, con el nuevo sistema de medición de audiencia, el programa conducido por Karla Constant y Sergio Lagos pasó a consolidarse como una de las principales apuestas en horario estelar, imponiéndose nuevamente a la competencia. Entre el 1 y el 14 de abril, el reality registró un promedio de 498.820 personas por minuto, superando a Mega (494.020), Chilevisión (404.920) y TVN (267.510) en el mismo bloque horario. Además, en ese mismo período, logró un alcance total de 3.390.883 personas, consolidando su vigencia como uno de los contenidos más vistos en la televisión abierta chilena en la primera quincena de abril.
En tanto, la primera parte de la semifinal, transmitida el miércoles 28 de mayo de 2025, confirmó el renovado impulso del programa en términos de audiencia. Según el nuevo sistema de medición, dicha emisión alcanzó un promedio de 569.000 personas por minuto y logró un alcance total de 1.300.000 personas. Con estas cifras, Palabra de honor se ubicó en el quinto lugar del ranking diario de programas más vistos en la televisión abierta, evidenciando una recuperación significativa en su rendimiento tras los altibajos registrados en los meses anteriores. La segunda parte de la semifinal, emitida al día siguiente, jueves 29 de mayo, mantuvo la buena racha del programa al registrar un promedio de 513.000 personas por minuto y un alcance de 1.100.000 personas, posicionándose en el octavo lugar del Top 10 diario de la televisión abierta.
El día 1 de junio de 2025 se transmitió la Gran final del programa. En dicha instancia, la final de Palabra de honor, que vio a Zoe Mba Bayona y Josué Bernal coronarse como triunfadores, logró un total de 1.155.867 personas promedio por minuto entre las 22:24 y las 23:18 horas. Con ello, dobló a su competencia más cercana, Mega, que en ese mismo horario obtuvo 514.093 personas, mientras Chilevisión consiguió 399.559, y TVN 195.594. Así, el programa se convirtió en todo un éxito en la historia de los reality shows de Canal 13. Desde que debutara la nueva medición de sintonía, el espacio de telerrealidad lideró en audiencia, promediando 516.250 personas por minuto contra 469.610 de Mega, 377.420 de Chilevisión y 286.250 personas en el mismo período de tiempo y horario en que se emitió el espacio centrado en un reformatorio militar. En tanto, en “Súper cadena”, con el canal Palabra de honor extendido, que se transmitió por la frecuencia 557 de Claro, llegó a 529.430 personas promedio por minuto.